# Oumar Solet
Oumar Mickael Solet Bomawoko (Melun, 7 de febrero de 2000) es un futbolista francés que juega en la demarcación de defensa para el Udinese Calcio de la Serie A.

## Trayectoria
Tras formarse en las filas inferiores del US Créteil, US Villejuif y posteriormente del Stade Lavallois desde los quince años, en 2017 subió al primer equipo, jugando en el Championnat National. En 2018 se marchó a la disciplina del Olympique Lyonnais, y finalmente en diciembre de 2018 ascendió al primer club, haciendo su debut el día 19 en un encuentro de la Copa de la Liga de Francia contra el Amiens SC, disputando la totalidad de los noventa minutos y finalizando el encuentro con un resultado de 2-3 a favor del conjunto lionés.

## Estadísticas

### Clubes
Actualizado al último partido disputado el 24 de febrero de 2024.
| Club                                  | Div.          | Temporada     | Liga  | Liga  | Copas nacionales | Copas nacionales | Copas internacionales | Copas internacionales | Total | Total |
| Club                                  | Div.          | Temporada     | Part. | Goles | Part.            | Goles            | Part.                 | Goles                 | Part. | Goles |
| ------------------------------------- | ------------- | ------------- | ----- | ----- | ---------------- | ---------------- | --------------------- | --------------------- | ----- | ----- |
| Stade Lavallois II Francia            | 5.ª           | 2016-17       | 5     | 0     | ―                | ―                | ―                     | ―                     | 5     | 0     |
| Stade Lavallois II Francia            | 5.ª           | 2017-18       | 2     | 0     | ―                | ―                | ―                     | ―                     | 2     | 0     |
| Stade Lavallois II Francia            | Total club    | Total club    | 7     | 0     | 0                | 0                | 0                     | 0                     | 7     | 0     |
| Stade Lavallois Mayenne F. C. Francia | 3.ª           | 2017-18       | 12    | 0     | 3                | 0                | ―                     | ―                     | 15    | 0     |
| Stade Lavallois Mayenne F. C. Francia | Total club    | Total club    | 12    | 0     | 3                | 0                | 0                     | 0                     | 15    | 0     |
| Olympique de Lyon II Francia          | 4.ª           | 2017-18       | 11    | 0     | ―                | ―                | ―                     | ―                     | 11    | 0     |
| Olympique de Lyon II Francia          | 4.ª           | 2018-19       | 18    | 0     | ―                | ―                | ―                     | ―                     | 18    | 0     |
| Olympique de Lyon II Francia          | 4.ª           | 2019-20       | 9     | 1     | ―                | ―                | ―                     | ―                     | 9     | 1     |
| Olympique de Lyon II Francia          | Total club    | Total club    | 38    | 1     | 0                | 0                | 0                     | 0                     | 38    | 1     |
| Olympique de Lyon Francia             | 1.ª           | 2018-19       | 1     | 0     | 2                | 0                | 0                     | 0                     | 3     | 0     |
| Olympique de Lyon Francia             | 1.ª           | 2019-20       | 1     | 0     | 0                | 0                | 0                     | 0                     | 1     | 0     |
| Olympique de Lyon Francia             | Total club    | Total club    | 2     | 0     | 2                | 0                | 0                     | 0                     | 4     | 0     |
| Red Bull Salzburgo · Austria          | 1.ª           | 2020-21       | 10    | 0     | 2                | 0                | 0                     | 0                     | 12    | 0     |
| Red Bull Salzburgo · Austria          | 1.ª           | 2021-22       | 22    | 1     | 4                | 0                | 7                     | 0                     | 33    | 1     |
| Red Bull Salzburgo · Austria          | 1.ª           | 2022-23       | 25    | 1     | 2                | 0                | 6                     | 0                     | 33    | 1     |
| Red Bull Salzburgo · Austria          | 1.ª           | 2023-24       | 11    | 1     | 3                | 0                | 3                     | 0                     | 17    | 1     |
| Red Bull Salzburgo · Austria          | Total club    | Total club    | 68    | 3     | 11               | 0                | 16                    | 0                     | 95    | 3     |
| Total carrera                         | Total carrera | Total carrera | 128   | 4     | 15               | 0                | 16                    | 0                     | 159   | 4     |

## Palmarés

### Títulos nacionales
| Título          | Club               | País    | Año  |
| --------------- | ------------------ | ------- | ---- |
| Copa de Austria | Red Bull Salzburgo | Austria | 2021 |
| Bundesliga      | Red Bull Salzburgo | Austria | 2021 |
| Bundesliga      | Red Bull Salzburgo | Austria | 2022 |
| Copa de Austria | Red Bull Salzburgo | Austria | 2022 |
| Bundesliga      | Red Bull Salzburgo | Austria | 2023 |